# Карл Штрекер
Карл Штрекер (нім. Karl Strecker; нар. 20 вересня 1884, Радманнсдорф, Західна Пруссія — пом. 10 квітня 1973, Ріцлерн, Форарльберг) — німецький воєначальник часів Третього Рейху, генерал-полковник Вермахту (1943). Кавалер Лицарського хреста Залізного хреста (1941).

## Біографія
Штрекер, син прусського офіцера, почав службу 14 червня 1905 року в 152-му піхотному полку. Під час Першої світової війни він служив ротним і батальйонним офіцером, а також офіцера Генерального
Демобілізований в 1920 році, Штрекер вступив до лав охоронної поліції. Пізніше служив офіцером поліції в Мюнстері, Потсдамі та Берліні, і зрештою був призначений командиром Мюнстерської школи поліції. 1 квітня 1934 року Штрекер став начальником Північного відділення національної поліційної інспекції в Штеттіні. З введенням військової повинності 14 червня 1935 року Штрекер повернувся в армію в колишньому званні.
З початком Другої світової війни він був командиром 79-ї піхотної дивізії, з якою пройшов Францію, Югославію і Радянський Союз. 1 квітня 1942 року призначений командувачем 17-м армійським корпусом, З 12 червня 1942 року — командувач 11-м армійським корпусом, з яким брав участь у Сталінградській битві. Здався в «північному котлі» Сталінграда 2 лютого 1943 року.
Карл Штрекер був звільнений 9 жовтня 1955 року.

## Нагороди
- Орден Червоного орла 4-го класу
- Залізний хрест 2-го і 1-го класу
- Ганзейський Хрест (Гамбург)
- Почесний хрест ветерана війни з мечами (7 травня 1935)
- Медаль «За вислугу років у Вермахті» 4-го, 3-го, 2-го і 1-го класу (25 років) (2 жовтня 1936) — отримав 4 медалі одночасно.
- Медаль «За вислугу років у поліції» 3-го ступеня (8 років)
- Застібка до Залізного хреста 2-го і 1-го класу
- Лицарський хрест Залізного хреста (26 жовтня 1941)
- Медаль «За зимову кампанію на Сході 1941/42» (18 серпня 1942)
- Орден Михая Хороброго 3-го класу з мечами (Румунське королівство; 6 листопада 1942)
- Німецький хрест в золоті (25 січня 1943)

Військова кар'єра
- 14 травня 1905 — лейтенант
- 14 червня 1914 — обер-лейтенант
- 25 липня 1915 — гауптман

- 31 січня 1920 — майор поліції
- 2 березня 1932 — оберст-лейтенант поліції
- 1 квітня 1933 — оберст поліції
- 1 квітня 1934 — генерал-майор поліції

- 1 червня 1935 — генерал-майор
- 1 червня 1940 — генерал-лейтенант
- 1 квітня 1942 — генерал від інфантерії
- 31 січня 1943 — генерал-полковник